# Ioan Boițeanu
Ion Boițeanu, romunski general, * 10. oktober 1885, † 5. april 1946.